# Sedum latifilamentum
Sedum latifilamentum är en fetbladsväxtart som beskrevs av Robert Theodore Clausen. Sedum latifilamentum ingår i Fetknoppssläktet som ingår i familjen fetbladsväxter. Inga underarter finns listade i Catalogue of Life.